# Saonnet
Saonnet ist eine französische Gemeinde im Département Calvados in der Region Normandie mit 328 Einwohnern (Stand: 1. Januar 2022). Saonnet gehört zum Arrondissement Bayeux und zum Kanton Trévières. 

## Geografie
Saonnet liegt etwa 25 Kilometer westlich von Bayeux am Flüsschen Tortonne. Umgeben wird Saonnet von den Nachbargemeinden Rubercy im Norden und Westen, Saon im Osten und Südosten, Le Molay-Littry im Süden und Südwesten sowie Saint-Martin-de-Blagny im Westen.

## Bevölkerungsentwicklung
| 1962                      | 1968 | 1975 | 1982 | 1990 | 1999 | 2006 | 2013 |
| ------------------------- | ---- | ---- | ---- | ---- | ---- | ---- | ---- |
| 201                       | 167  | 165  | 155  | 177  | 169  | 201  | 285  |
| Quelle: Cassini und INSEE |      |      |      |      |      |      |      |

## Sehenswürdigkeiten
- Kirche Saint-Germain aus dem 12. Jahrhundert
- Schloss Berné, Monument historique, mit Taubenturm
- Schloss La Mazinière aus dem 17. Jahrhundert

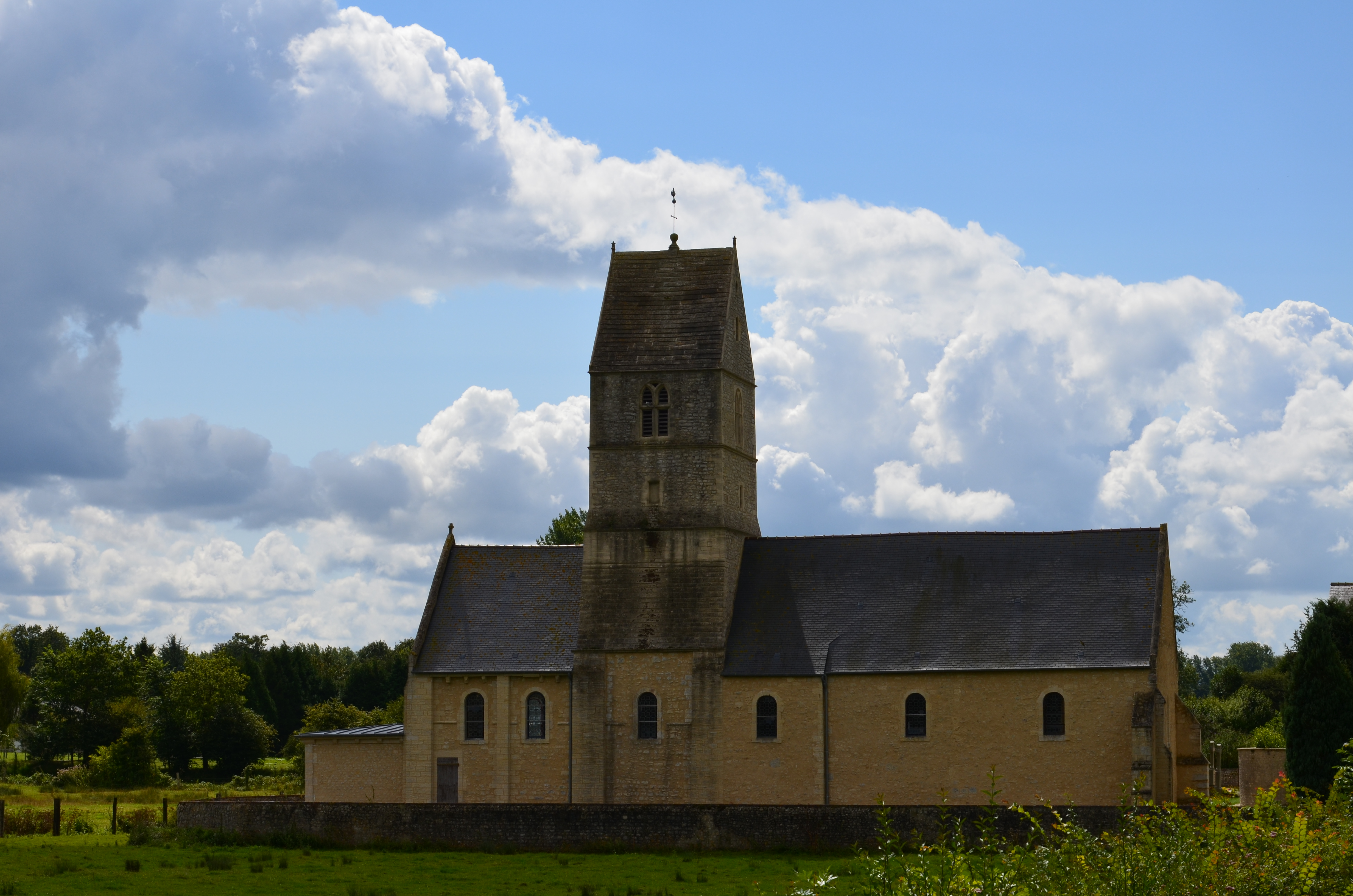
Kirche Saint-Germain